# Alice et les Collectionneurs
Alice et les Collectionneurs (titre original : The Riddle in the Rare Book, littéralement : L’Énigme dans le livre rare) est le 126e roman de la série américaine Alice (Nancy Drew en VO) écrit par Caroline Quine, nom de plume collectif de plusieurs auteurs. L'auteur de ce roman est inconnu. 
Aux États-Unis, le roman a été publié pour la première fois en 1995 par Simon & Schuster, New York. En France, il a paru pour la première fois en 1997 chez Hachette dans la collection « Bibliothèque verte » sous le no 494. Il n'a pas été réédité en France depuis 2001. 

## Résumé
Remarque : le résumé est basé sur l'édition cartonnée parue en 1997 en langue française.
Alice et ses fidèles amies Bess et Marion se rendent au nouveau café-librairie de River City, Le Bloom, pour une lecture de poésie donnée par Richard Munro, un séduisant poète dont raffole Bess. Alice y surprend une conversation qui lui apprend que d'anciens livres rares ont été volés dans la librairie. 
Le lendemain, elle rend visite à son amie Ned à l'université où il étudie. Il informe la jeune fille que des vols de livres rares ont également eu lieu dans la bibliothèque de l'université...

## Personnages

### Personnages récurrents
- Alice Roy, détective amateur de dix-huit ans, blonde, fille de l'avocat James Roy, orpheline de mère.
- James Roy, avocat de renom, père d'Alice Roy, veuf.
- Bess Taylor, jeune fille blonde et rondelette, une des meilleures amies d'Alice.
- Marion Webb, jeune fille brune et sportive, cousine germaine de Bess Taylor et une des meilleures amies d'Alice.
- Ned Nickerson, jeune homme brun et athlétique, ami et chevalier servant d'Alice, étudiant à l'université d'Emerson.
- Sarah Gruen[2], la fidèle gouvernante des Roy, qui a élevé Alice à la mort de sa mère.

### Personnages spécifiques à ce roman
- Cyril Bloom, patron du café-librairie Bloom.
- Richard Munro, poète et assistant de Cyril Bloom.
- Leonard Sather, propriétaire d'un atelier de reliure de livres.
- Lori Chang, amie d'Alice, employée chez Leonard Sather.
- Ariane Stone, étudiante et employée de bibliothèque à l’université d'Emerson.
- Risa Palmetto, riche veuve, collectionneuse de livres rares.
- Willimas Laws, marchand de livres.
- M. Rendell, propriétaire de l'hôtel des ventes Rendell.
- Mlle Nomura, agent policier.

## Éditions françaises
- 1997 : Hachette, collection Bibliothèque verte no 494, souple (français, version originale). Volume à fond rouge. Illustré par Pierre-Olivier Vincent. Traduction de Sandrine Couprie. 15 chapitres. 222 p.
- 1998 : Hachette, collection Bibliothèque verte no 494, souple (français, version originale). Illustré par Pierre-Olivier Vincent. Traduction de Sandrine Couprie. 15 chapitres. 222 p.